# Brilhante
Brilhante, właśc. Alfredo Brilhante da Costa (ur. 11 marca 1904 w Rio de Janeiro, zm. 8 czerwca 1980 tamże) – brazylijski piłkarz występujący na pozycji środkowego obrońcy.

## Kariera klubowa
Brilhante swoją piłkarską karierę rozpoczął w Américe Rio de Janeiro w 1922. W latach 1923–1924 był zawodnikiem Bangu AC. W 1924 roku przeniósł się do CR Vasco da Gama, gdzie grał do 1933 roku. Z Vasco da Gama dwukrotnie zdobywał mistrzostwo stanu Rio de Janeiro – Campeonato Carioca w 1924 i 1929. Ostatnie 2 lata karierę spędził w macierzystym Bangu.

## Kariera reprezentacyjna
Brilhante na początku lat 30. grał w reprezentacji Brazylii, z którą uczestniczył w mistrzostwach świata w 1930 w Urugwaju. Na mistrzostwach wystąpił w przegranym meczu z reprezentacją Jugosławii. Był to jego jedyny występ w reprezentacji Brazylii.